# 十八埒
十八埒，是台灣宜蘭縣羅東鎮的一個傳統地域名稱，位於該鎮北部偏東。相較於今日行政區，其範圍大致包括大新里、東安里。
本地區西部因緊臨羅東市中心，且設有羅東車站，已發展成為羅東市區的一部分。

## 歷史
台灣清治末期，十八埒地區為一街庄，稱為「十八埒庄」，隸屬於羅東堡。該庄西及西北與竹林庄為鄰，北與頂五結庄為鄰，東與打那岸庄為鄰，南邊為月眉庄、十六份庄，西南邊為羅東街。
1901年（日治明治三十四年）11月，廢縣廳改設二十廳，該庄隸屬於宜蘭廳，編入第十二區。1905年（明治三十八年）7月，第十二區改名「羅東區」。1909年（明治四十二年）10月，合併二十廳為十二廳，該庄仍隸屬於宜蘭廳。1920年（大正九年），廢十二廳改設五州二廳，該庄改制為「十八埒」大字，隸屬於臺北州羅東郡羅東街。
戰後羅東街改制為羅東鎮，隸屬於臺北縣，大字改制為里。1950年10月，北、基、宜分治，羅東鎮改隸屬於宜蘭縣。

## 聚落
本地區發展較早的聚落為十八埒，在日治期初期的官方地圖上已有記載。此外，本地區尚有田中央、羅莊等聚落。

## 交通
台鐵宜蘭線是台灣東北部鐵路幹線，大致以縱向經過十八埒地區西部。境內設有羅東車站，屬二等站，停靠大部分的普悠瑪號、太魯閣號、自強號、復興號，及全部的莒光號、區間快車與區間車。由此可前往台鐵沿線各站。
省道台7丙線（中山路二段）是大同鄉牛鬥橋至五結鄉利澤簡的幹道，大致以西南西－東北東走向轉西北西—東南東走向經過本地區南部。由該道路向西南西穿越羅東市中心後可前往冬山西北部、三星、大同鄉牛鬥橋並止於省道台7線本線路口，向東南東可前往五結利澤簡並止於省道台2戊線路口。
縣道196號（復興路二段～一段、中正北路、倉前路）是三星至五結鄉下清水的道路，大致以西向東轉西南—東北走向經過本地區西北部一小段邊界地帶。由該道路向西至中正北路轉北北西至復興一路再轉西北西再轉西北可經過竹林地區前往歪子歪、尾塹、大洲、阿里史與紅柴林交界地帶、三星市區並止於省道台7丙線路口，向東北轉東可前往頂五結、中一結、中二結、四百名、一百甲並止於五結防潮閘門西北側。
鄉道宜25-2線是東安至武淵的道路，其西北側端點位於本地區東南部省道台7丙線路口。由此向東南出境後可前往月眉並止於月眉東南部與武淵邊界地帶的鄉道宜25線本線路口。
傳藝路又名「北宜高羅東連絡道」，是羅東車站後站至傳統藝術中心的新建幹道，其西側端點位於本地區中部偏西的站東路路口。由此向東出境後轉東北東可前往打那岸西北角、頂五結南部、大埔西北部、中一結、松子腳、大埔東北部、頂清水並止於傳統藝術中心東南側的省道台2線路口。